# Auxy, Saône-et-Loire
Auxy este o comună în departamentul Saône-et-Loire, Franța. În 2009 avea o populație de 989 de locuitori.

## Evoluția populației
| An        | 1975 | 1982 | 1990  | 1999  | 2006 | 2009 |
| --------- | ---- | ---- | ----- | ----- | ---- | ---- |
| Populație | 536  | 763  | 1.037 | 1.048 | 999  | 989  |